# Villa Epecuén
Villa Epecuén var en ferieby i Buenos Aires-Provinsen i Argentina. Den blev oversvømmet i 1985 og blev forladt. Dens ruiner er på den østlige bred af saltsøen Laguna Epecuén, omkring 7 km nord for byen Carhué.
Bygningen af Epecuén blev påbegyndt i begyndelsen af 1920'erne. Epecuén var tilgængelig fra Buenos Aires med tog. Villa Epecuén station blev betjent af Sarmiento-jernbanelinjen, mens Midland Jernbane og Buenos Aires Store Sydlige Jernbane medtog passagerer til Carhué station i nærheden.
Turismen var veludviklet i Epecuén pga. ferierende fra Buenos Aires, som søgte Lago Epecuéns terapeutiske salte vand. På sit højdepunkt kunne Villa Epecuén rumme mindst 5.000 besøgende.
Den 6. november 1985 ødelagde en seiche forårsaget af et sjældent vejrmønster først en nærliggende dæmning og derefter diget, som beskyttede landsbyen. Vandet steg gradvist og nåede et højdepunkt på 10 meter. Landsbyen blev ubeboelig og blev aldrig genopbygget.
På det tidspunkt var der op til 280 virksomheder i Epecuén, herunder etageejendomme, pensionater, hoteller og forretninger, som 25.000 turister besøgte mellem november og marts, fra 1950'erne til 1970'erne.
Byen nåede en befolkning på 1.500 indbyggere på sit højdepunkt. Byen havde en enkelt indbyyger fra 2009 til 2024, Pablo Novak, født i 1930, som vendte tilbage til sit hjem i 2009, da vandet trak sig tilbage, efter at have dækket byen i 25 år. Da han døde i en alder af 93 år i 2024, blev byen igen ubeboet.
Pablo's Villa er en dokumentarfilm fra 2013, som skildrer livet i byen og Pablo Novak.
Byen er brugt som ramme for en reklame med street trials-cyklisten Danny MacAskill som medvirkende, som blev udgivet af Red Bull Media House den 27. maj 2014.

## Billeder
- Ruinerne af Epecuén
- Det gamle slagteri